# Teun Struycken (1906-1977)
Antoon Arnold Marie (Teun) Struycken (Breda, 27 december 1906 – Den Haag, 1 december 1977) was een Nederlands politicus van de Katholieke Volkspartij.

## Levensloop

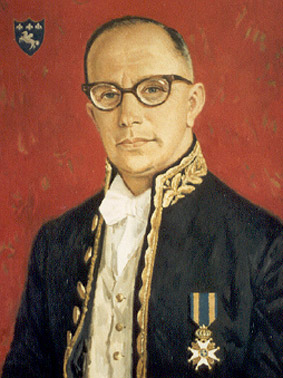
Portret van Teun Struycken.

Tijdens de Tweede Wereldoorlog was hij geïnterneerd in Kamp Sint-Michielsgestel. Hier was hij een van de Heeren Zeventien. Hij was wethouder in Breda en werd in 1950 minister van Justitie in het kabinet-Drees-Van Schaik. Hij verleende gratie aan de 'Vier van Breda'. Hij keerde in 1951 niet terug in het kabinet en werd gouverneur van de Nederlandse Antillen. In 1956 werd hij door Romme teruggehaald als minister van Binnenlandse Zaken, Bezitsvorming en PBO in het Kabinet-Drees III. Hij bracht met Samkalden de politiewet tot stand. Struycken werd, hoewel hij vicepremier was, na het aftreden van Drees in 1958 geen premier vanwege verzet in de KVP-top en stapte na zijn aftreden over naar de Raad van State. In het Kabinet-Zijlstra kwam hij nog even terug als minister van Justitie. Struycken kreeg weleens het verwijt onvoldoende dossierkennis te hebben, maar had wel leidinggevende capaciteiten.

## Persoonlijk
Struycken was de zoon van KNO-arts Hubert Johann Leonard Struycken en Mathilda Catharina Marie Bogers. Zijn oom A.A.H. Struycken was hoogleraar en lid van de Raad van State; zijn neef Arnold Struycken rechter en adjunct-secretaris-generaal van de Raad van Europa. In 1935 trouwde hij met Matthea Theodora Josephina Maria Feldbrugge; zij kregen twee dochters en zes zoons, onder wie Antoon Victor Marie Struycken (geboren 1936), hoogleraar internationaal privaatrecht aan de Katholieke Universiteit Nijmegen; zijn zoon Teun Huib Desiderius Struycken is sinds 2024 staatssecretaris voor Rechtsbescherming en was eerder advocaat-partner bij NautaDutilh en hoogleraar Europees goederenrecht aan de Universiteit Utrecht.
- Biografisch Portaal: 12003051
- International Standard Name Identifier: 0000 0003 8894 2491
- Nederlandse Thesaurus van Auteursnamen: 070220654
- Parlement.com: vg09llh6rwx7
- Virtual International Authority File: 282262113
- WorldCat: E39PBJr3q73m3tv4HXGhHd3fbd